# NGC 6126
NGC 6126 é uma galáxia lenticular (S0) localizada na direcção da constelação de Corona Borealis. Possui uma declinação de +36° 22' 38" e uma ascensão recta de 16 horas, 21 minutos e 27,8 segundos.
A galáxia NGC 6126 foi descoberta em 19 de Junho de 1880 por Édouard Jean-Marie Stephan.